# Фоски, Франческо
Франческо Фоски  (итал. Francesco Foschi; 21 апреля 1710, Анкона — 21 февраля 1780, Рим) — итальянский живописец-пейзажист середины — второй половины XVIII века.

## Биография
Франческо Фоски родился 21 апреля 1710 года на Адриатическом побережье, в провинции Анкона (в то время область Анкона была в составе Папской области). По рождению он принадлежал к дворянской семье из одного из знатнейших домов Анконы. Увлечение искусством было нередким в роду; живописью занимались даже братья Франческо. Среди них — Карло Фоски, работавший над маринами.
В 16 лет Франческо начинает профессиональное обучение в Фано, в мастерской барочного живописца-фигуративиста Франческо Манчини (англ.), ученика Карло Чиньяни. В первых самостоятельно исполненных картинах молодой Фоски разрабатывает мифологические сюжеты с фигурами.
Решающую роль в карьере художника сыграл его приезд в Рим в 1729 году. В это время всё бо́льшей популярностью у просвещённой публики пользуется жанр пейзажа. Римская аристократия интересуется ведутами работы Гаспара ван Виттеля, прозванного Гаспаро Ванвителли.
Кроме того, перед взором Фоски был пример крупного живописца-декоратора и архитектора, а позднее — мастера римских видов, Джованни Паннини, который приехал в Рим восемью годами ранее.

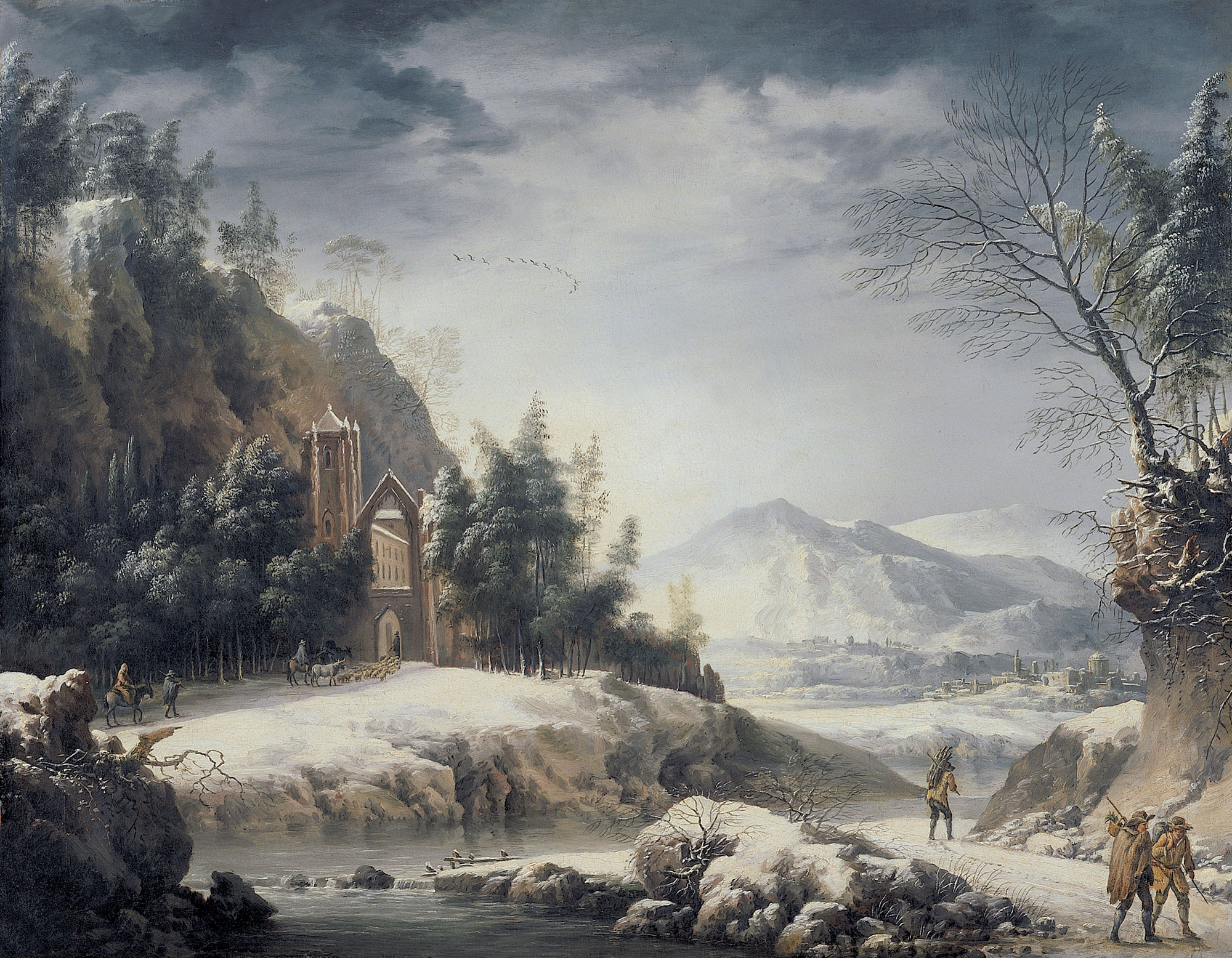
Зимний пейзаж с путниками, между 1750 и 1780
холст, масло 48 × 62 см
Музей Тиссена-Борнемисы, Мадрид

Отец художника, Джузеппе Фоски, умер в 1743 году. Менее чем через год Франческо женится в Риме на Констанце Ширман (Constanza Scirman), от которой у него была дочь Катерина.
С 1746 года живёт в Лорето, где он не только занимается живописью, но также — в качестве торговца произведениями искусства — помогает собирать коллекцию богатому меценату, графу Раймондо Бонакорси (Raimondo Bonaccorsi).
В 1755 году Фоски переезжает в Пезаро (тоже на берегу Адриатического моря, но несколько севернее Лорето и Анконы), и живёт там до 1764 года.
Наконец, после долгих переездов, в 1764 году он возвращается в Рим, и поселяется близ площади Испании. Последние годы жизни он проводит здесь, время от времени наведываясь в Пезаро.
Франческо Фоски скончался 21 февраля 1780 году в Риме.

## Живопись Франческо Фоски
В Риме он зарекомендовал себя оригинальным живописцем, его уважительно именовали «Кавалер Фоски».
В снежных пейзажах Франческо Фоски мы видим тщательное изучение природы, наблюдение за эффектами атмосферы: прочувствована зябкая влажность над холодной водой, тонко передан взвешенный в морозном воздухе иней. Каждая деталь композиции выразительна: и нависающие над путниками грозные скалы, и просвечивающие сквозь утоптанный на дороге снег тёмные тона горной породы, и обрыв над водой, и крутой поворот дороги. Фоски мастерски разрабатывает колорит, сочетая серебристо-серые облака, снежные горы, используя бесчисленные оттенки белого в отображении снега.
Взаимосвязь огромных пространств, небольших фигур и языка дикой природы, создаёт гармонию с известной долей меланхолической созерцательности.
Странники на его полотнах бредут вдоль заснеженных скал и ущелий по обледенелой дороге, пересекают тёмные воды рек. Мир, запечатлённый на этих полотнах, неприветлив и суров. Ни умильность, ни жеманство, часто присущие живописцам эпохи Рококо, не просочились в пейзажи Кавалера Фоски.
Франческо Фоски был успешным художником. Его работы пользовались спросом у собирателей живописи последней трети XVIII века и дорого стоили. Из известных коллекционеров, охотившихся на его зимние пейзажи, стоило бы упомянуть кардинала де Берни, посла Франции в Риме; сэра Уильяма Гамильтона, британского посла в Неаполе, маркиза де Робьена, а после смерти Фоски, в начале XIX века, князя Камилло Боргезе, зятя Императора Наполеона и Полину Бонапарт.

### Картины Фоски в сети
- Зимний пейзаж со странниками у реки. Холст, масло 38.2 x 46.4 см, на аукционе Кристис (2008, Лондон)
- Зимний пейзаж с путниками на дороге, 1779. Холст, масло 33.3 x 47.6 см
- Путешественники в зимнем пейзаже под грозовым небом. Холст, масло 122 × 170.5 см, на аукционе Bonhams (2012, Лондон)

## Галерея

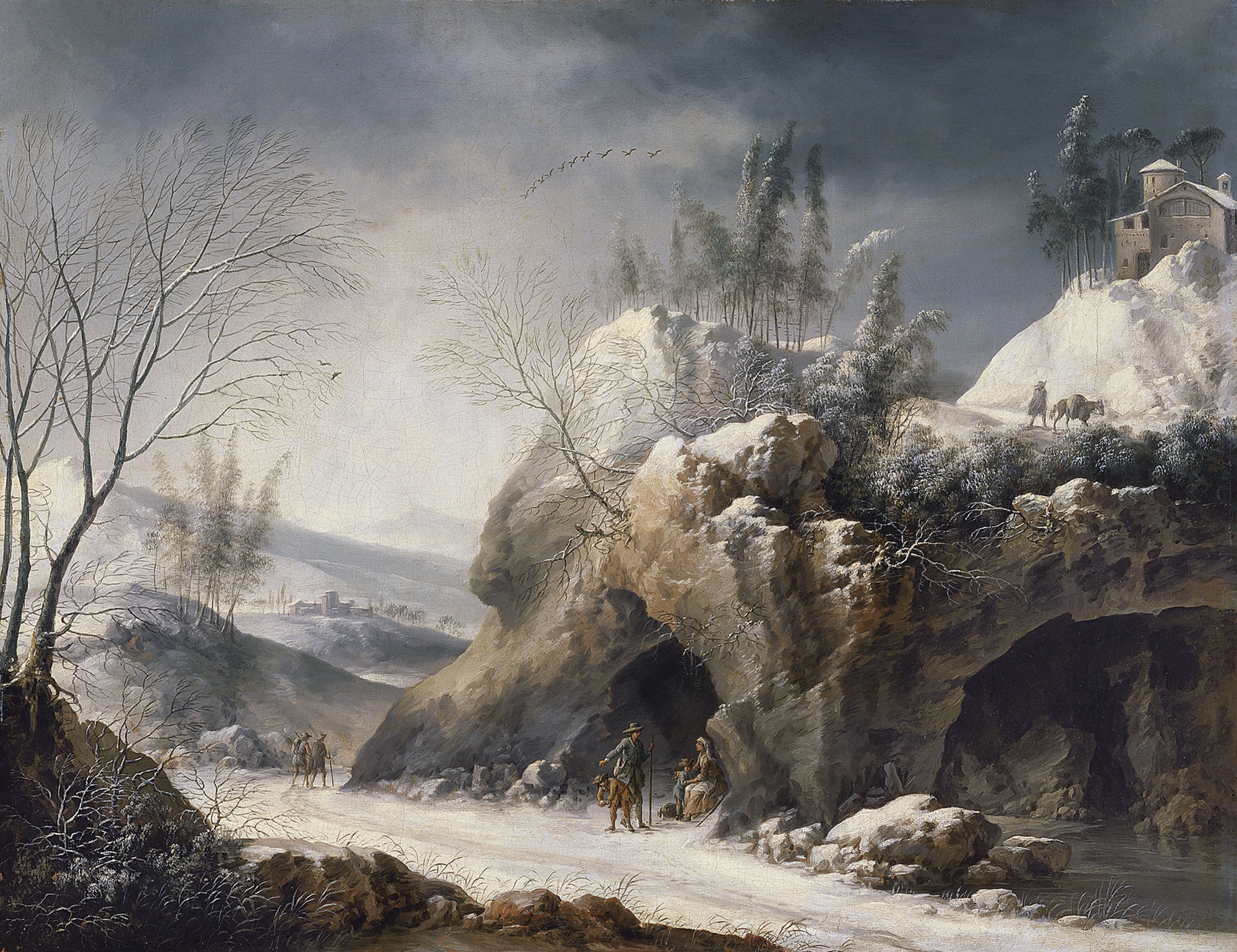
Зимний пейзаж с крестьянским семейством
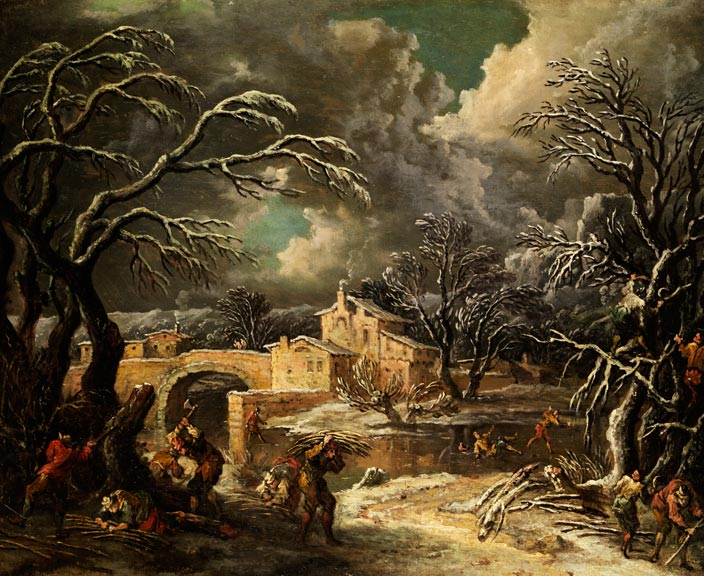
Зимний пейзаж
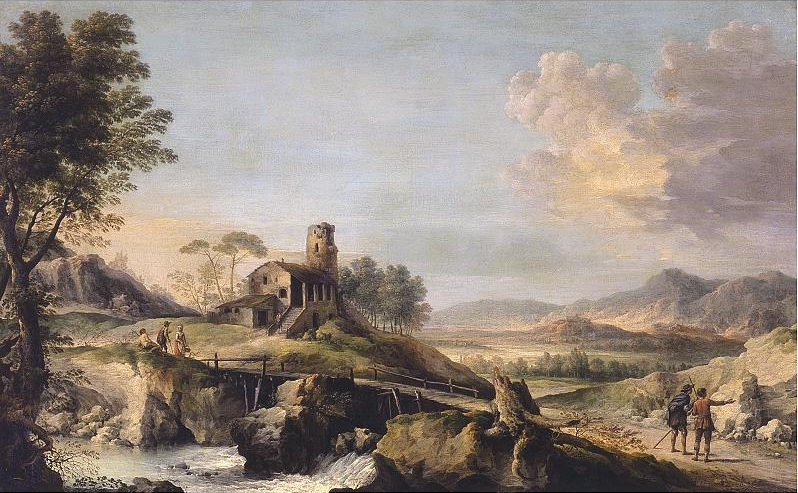
Пасторальный пейзаж с фигурами
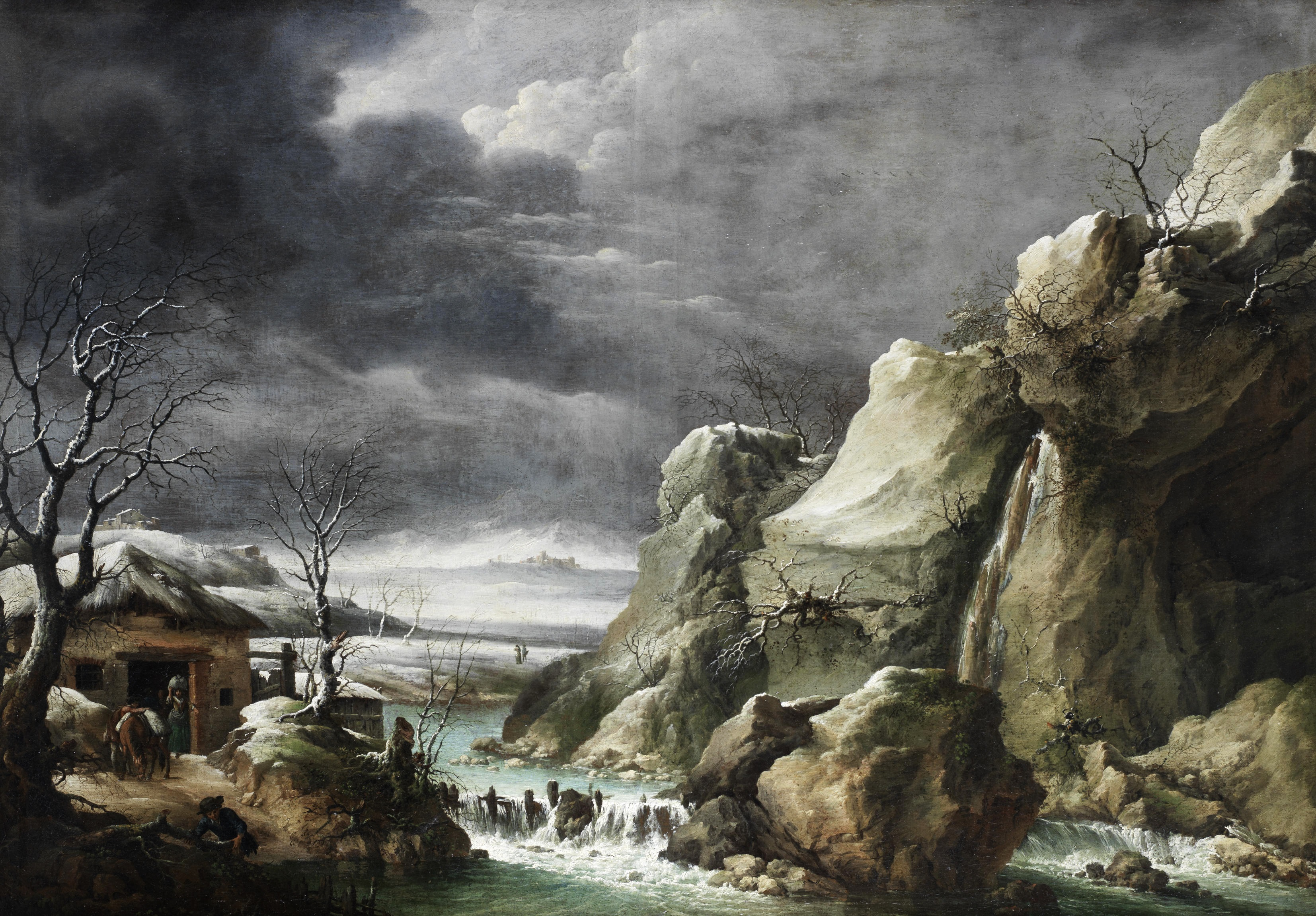
Зимний пейзаж с грозовым небом
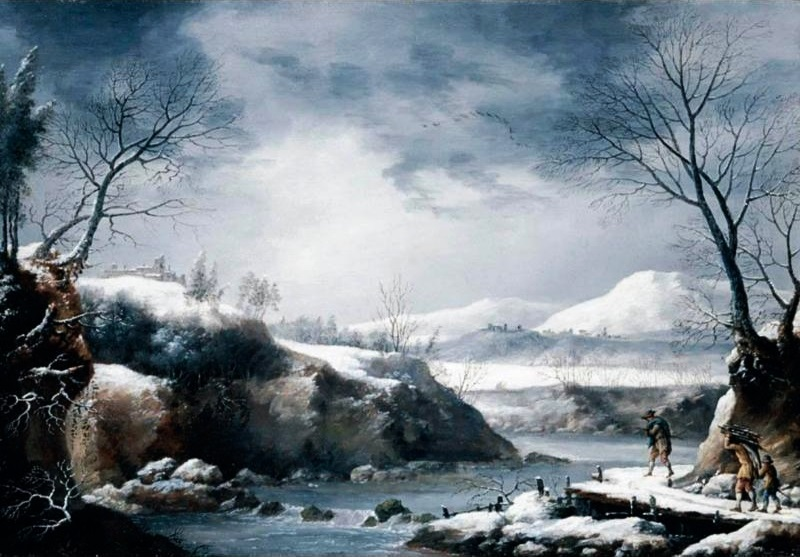
Зимний пейзаж с фигурами
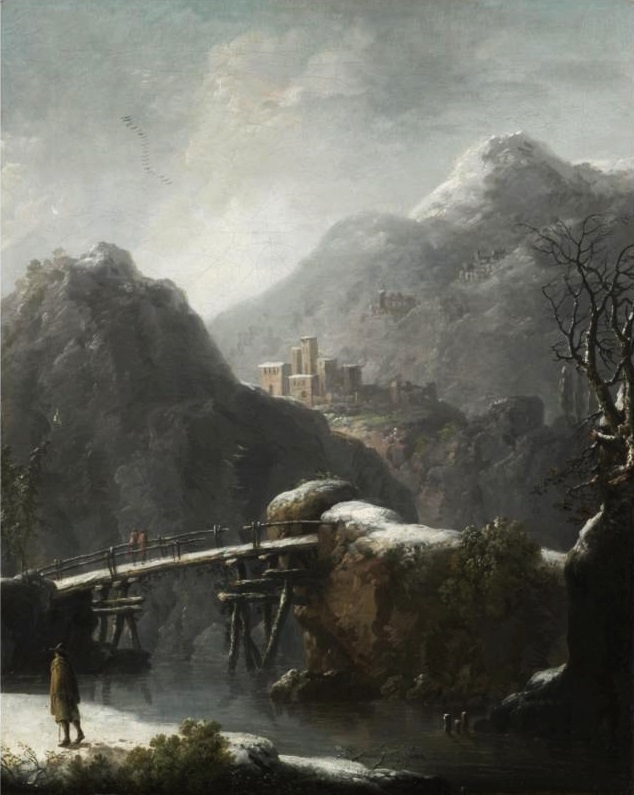
Зимний пейзаж с путниками перед мостом
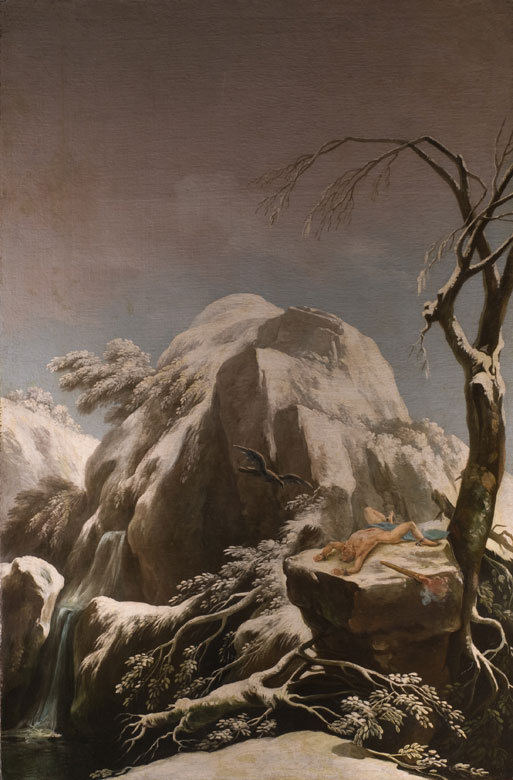
Прометей прикованный
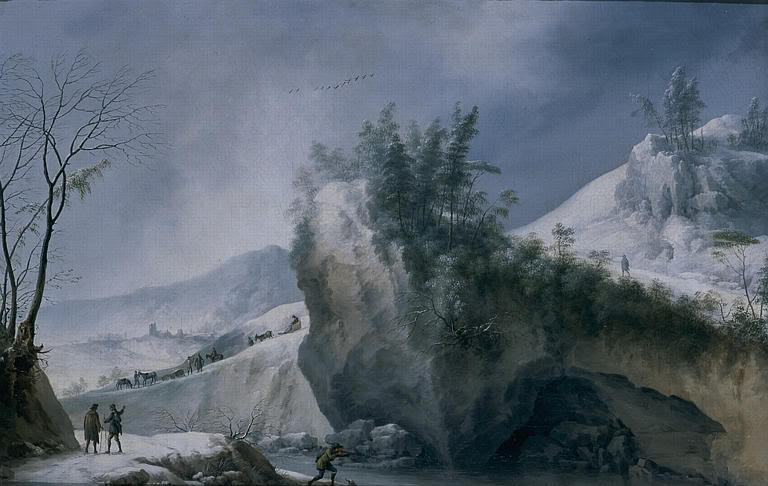
Снежный пейзаж. Путники среди скал